# Husqvarna
 Denne artikel omhandler virksomheden Husqvarna. Opslagsordet har også en anden betydning, se Huskvarna.
Husqvarna AB med hovedsæde i Huskvarna i Småland er en betydende svensk producent af husholdnings- og havemaskiner. 
Husqvarna begyndte som geværproducent i 1689 og fik i 1800-tallet navnet Husqvarna Vapenfabriks AB. Gennem årene har virksomheden også fremstillet motorcykler, knallerter og cykler. Husqvarna AB var fra 1977 til 2006 ejet af Electrolux. Den 13. juni 2006 blev Husqvarna skilt ud fra Electrolux og blev atter et aktieselskab, noteret på børsen i Stockholm.